# Climax (Colorado)
Climax era un villaggio minerario non incorporato e un ex ufficio postale degli Stati Uniti situato nella contea di Lake, Colorado, Stati Uniti. Climax è nota per il suo deposito di minerale di molibdeno di grandi dimensioni. Climax si trova lungo il Continental Divide. Era il più alto insediamento umano negli Stati Uniti e detiene il record di avere il secondo ufficio postale più alto del paese e la stazione ferroviaria più alta. Le case residenziali sono state tutte trasportate nella suddivisione West Park di Leadville, Colorado, prima del 1965, lasciando in piedi solo gli edifici minerari.
Dopo un arresto di 17 anni, la miniera Climax ha riaperto e ha ripreso la spedizione di molibdeno il 10 maggio 2012.